# نيون جينيسيس إيفانجيليون: مشروع تدريب شينجي إيكاري
نيون جينيسيس إيفانجيليون: مشروع تدريب شينجي إيكاري (新世紀エヴァンゲリオン 碇シンジ育成計画 Shin Seiki Evangerion: Ikari Shinji Ikusei Keikaku)، هي لعبة حاسوب مقتبسة من مسلسل الأنمي نيون جينيسيس إيفانجيليون. يقوم اللاعب بالتحكم بشينجي إيكاري، بطل القصة والشخصية الرئيسية في مسلسل نيون جينيسيس إيفانجيليون، في العالم البديل المتوسع الذي شوهد لبضع دقائق في الحلقة الأخيرة من الأنمي. بشكل أساسي، اللاعب يحدد مصير شينجي في كيفية حياته. تبدأ القصة بهجوم الملاك الثالث، كما في الأنمي. القرارات والأوامر المختلفة تقود إلى نتائج متعددة إلخ.
يتقدم اللعب بثلاث طرق رئيسية: الجدول الأسبوعي، والمعارك واختيارات الحوار. يختار اللاعب جدول شينجي كل أسبوع (كل يوم يحوي خانتين للأحداث)؛ ما يقوم به شينجي يؤثر على إحصائياته (مثلاً، القيام باختبارات التزامن يحسن قدراته في الإيفا). في أيام الأحد، من الممكن أن يشارك شينجي في نشاطات إضافية مثل التسوق من أجل أشياء ذات تأثيرات مختلفة أو العمل في نيرف لإتاحة الوصول إلى معدات إيفا جديدة. التحكم في المعركة موجودة في قائمة والنتيجة تحدد جزئياً بالإحصائيات وجزئياً بالحظ. في مراحل مختلفة، يُطلب من شينجي اتخاذ خيارات أثناء الحوارات، التي قد تمتلك تأثيرات واسعة النطاق على القصة.
اللعبة والمانغا كلاهما يقدمان ثلاث فنيات جديدات في نيرف: كايدي أغانو (阿賀野 カエデ Agano Kaede) (الأداء الصوتي: أي شيميزو)، ساتسوكي أووي (大井 サツキ Ōi Satsuki) (الأداء الصوتي: ماريا ياماموتو)، وأوي موغامي (最上 アオイ Mogami Aoi) (الأداء الصوتي: يوي هوريه).

## الإحصائيات
أثناء اللعب، يمكن للاعب رفع إحصائيات شينجي التي تؤثر على نهاية اللعبة وطريقة اللعب، ومنها:
- المعرفة (学力): كلما زادت المعرفة، قلت احتمالية فشل شينجي في الاختبارات.
- اللياقة البدنية (体力): كلما زادت اللياقة البدنية، قلت احتمالية مرض شينجي.
- الأخلاقيات (道徳): كلما زادت الأخلاقيات، زادت احتمالية إنصات شينجي لميساتو.
- الحساسية (感受性): تتعلق بإمكانية شينجي في مواعدة الناس.
- الجنسانية (色気): كلما زادت الجنسانية، زاد انجذاب شينجي نحو الفتيات، وكلما قلت، زاد انجذابه نحو الفتيان.
- نسبة التزامن (シンクロ率): كلما زادت نسبة التزامن، زادت نسبة الضرر والدفاع لدى الإيفا.
- الإجهاد (ストレス): كلما زاد الإجهاد، زادت احتمالية مرض شينجي.
- تقدم العمل (仕事進捗): تقدم ميساتو في تطوير أسلحة جديدة.
- النقود (所持金): كل شهر يُعطى اللاعب 10000 ين من نيرف لينفقها على شينجي.

## العلاقات
مع استمرار اللعبة، من الممكن أن يطور شينجي علاقات مع الآخرين. تزداد العلاقات باختيارات معينة من قبل اللاعب في القصة. الشخصيات التالية هي التي يمكن لشينجي أن يكون علاقات معها:
الفتيات:
- ريه أيانامي: تظهر مع أحداث القصة

مع تطوير العلاقة: حضور أي حدث تحضره ريه
- أسكا لانغلي سوريو: تحدث مع أحداث القصة

مع تطوير العلاقة: حضور أي حدث تحضره أسكا، شراء كعكة لها عند طلبها
- مانا كيريشيما: تحضر المدرسة مرة واحدة

مع تطوير العلاقة: حضور النادي (يتاح عندما لقائها أول مرة)
- ميساتو كاتسراغي: تظهر في مقدمة اللعبة

مع تطوير العلاقة: الحديث معها كل أحد
- ساتسوكي أووي: حضور اختبار الحساسية

مع تطوير العلاقة: حضور اختبار الحساسية ورفع حساسية اللاعب
الفتيان:
- كاورو ناغيسا: يظهر مع أحداث القصة
- مع تطوير العلاقة: امتلاك 0 في الجنسانية وحضور أي حدث يحضره كاورو.

## النهايات
متعلقة بالعمل:
- عاطل
- لاعب كرة سلة
- صانع أنصال
- طالب جامعي
- موسيقي
- كاريكاتوري
- معلم
- الدعم الخارجي
- عازف التشيلو
- فنان
- روائي
- منزل الإنتاج

متعلقة بالعلاقات:
- أسكا
- كاورو
- مانا
- ميساتو
- ريه
- ساتسوكي أووي

## القتال
أثناء المعارك، لدى الإيفا من 2 إلى 5 خيارات يمكن تنفيذها:
- الهجوم (攻撃): الهجوم بـ/بدون سلاح
- ترك المعدات (肉薄): رمي المعدات (متاح فقط أثناء إمساك سلاح)
- الدفاع (防御): صد الهجمات
- التركيز (集中): مضاعفة قوة هجوم المعدات (متاح فقط عند إمساك سلاح)
- الانتظار (待機): شينجي يرد هجوم الوحش (متاح فقط عند هجوم العدو)

## المانغا
سلسلة مانغا تحت نفس العنوان، رسمها أوسامو تاكاهاشي (高橋脩)، أُصدرت في اليابان. تحتوي حالياً على 14 مجلداً وتنشر من قبل كادوكاوا. تم سلسلة المانغا في مجلة شونين إيس، نفس المجلة التي تنشر مانغا يوشيوكي ساداموتو.
تختلف المانغا عن نيون جينيسيس إيفانجيليون الأصلي وتتشارك في العديد من الاختلافات في القصة مع نيون جينيسيس إيفانجيليون: صديقة الفولاذ 2:
- شينجي وأسكا، المرتبطين بعلاقة غير متوازنة في مسلسل الأنمي، هما صديقان منذ الطفولة. في المانغا، تلاقى شينجي وأسكا لأول مرة عندما كانا في الرابعة من العمر. بدأت أسكا بتكوين علاقة عاطفية مع شينجي في مرحلة ما قبل بداية القصة، وتنظر إلى ريه على أنها منافستها العاطفية الأساسية، إلا أنها ترى كاورو أيضاً تهديداً بسبب ما تراه منه من محاولاته الصريحة في مغازلة شينجي. ولهذا، غالباً ما تجد ريه حليفتها الوحيدة في إبعاد كاورو عن الاقتراب كثيراً من شينجي.
- يوي إيكاري، والدة شينجي، لاتزال حية وتعمل في نيرف مع زوجها غيندو. يوي هي رئيسة الباحثين بدلاً من ريتسكو أكاغي.
- علاقة غيندو وشينجي أقل سلبية وذات طابع أكثر تنافسية: عادة ما يحاول أحدهما التفوق على الآخر.
- ريه ذات قرابة بعيدة مع شينجي من جهة أمه. ريه أيضاً محبوبة من قبل شينجي، مما يزيد غيرة أسكا نحوه، وتجد الفتاتان نفسيهما تتنافسان من أجل عاطفته. بالرغم من ندرة الاتجاه نحو أي نوع من المنافسة الجسدية، وغالباً ما يجد شينجي الوضع مربكاً ومجهداً. وهي مثل أسكا، تعتبر كاورو متطفلاً في علاقتها مع شينجي، وغالباً ما تجد نفسها متعاونة مع أسكا لتتأكد من عدم اقتراب كاورو أكثر من اللازم في ما تراه هي وأسكا على أنها محاولات تغزل كاورو بشينجي.
- ميساتو هي رائدة فصل شينجي وأسكا، وريتسكو هي ممرضة المدرسة، إلا أن الاثنتين لاتزالان في ارتباط مع نيرف.
- كاورو هو عميل سيلي السري المأمور بإعاقة علاقات شينجي، مما يجبر أسكا وريه على التخلي عن خلافاتهما لمنع كاورو من «سرقة» شينجي منهما.

## وصلات خارجية
- نيون جينيسيس إيفانجيليون: مشروع تدريب شينجي إيكاري على موقع ANN manga (الإنجليزية)